# Katastrofa śmigłowca w El Alto de Rubio
Katastrofa śmigłowca w El Alto de Rubio miała miejsce 3 maja 2009 w północno-zachodnim stanie Táchira w Wenezueli. W wyniku katastrofy zginęło dwóch członków załogi oraz 16 pasażerów.
Wśród ofiar był generał brygady Domingo Faneite, dwóch pilotów wojskowych, czternastu wojskowych oraz jeden cywil. Prezydent Wenezueli Hugo Chávez, który jest wysłanym na emeryturę wojskowym podpułkownikiem, mówił: "składam hołd żołnierzom, w szczególności zaś generałowi Faneite, który był moim kadetem".
Powód wypadku śmigłowca Mi-35 nie jest jeszcze znany, a śledztwo jest w toku. Nad obszarem, gdzie doszło do katastrofy, panowały niekorzystne warunki atmosferyczne. Śmigłowiec odbywał lot w ramach patrolowania granic kraju.